# レーメラ (小惑星)
レーメラ (1657 Roemera) は、小惑星帯に位置する小惑星である。パウル・ヴィルトがベルンのツィンマーヴァルト天文台で発見した。
アメリカ合衆国の天文学者、エリザベス・レーマーに因んで名付けられた。